# Cerodontha cingulata
Cerodontha cingulata är en tvåvingeart som först beskrevs av Zetterstedt 1848.  Cerodontha cingulata ingår i släktet Cerodontha och familjen minerarflugor. Arten är reproducerande i Sverige. Inga underarter finns listade i Catalogue of Life.